# Morton (Waszyngton)
Morton – miasto w Stanach Zjednoczonych, w stanie Waszyngton, w hrabstwie Lewis.